# 南汝光道
南汝光道，清朝设置的道，属于河南省。
康熙九年（1670年）设分巡南汝道，兼管全省驿盐事务。驻信阳州，下辖南阳府、汝宁府、汝州。雍正二年（1724年），增辖光州。雍正六年（1728年），兼水利衔。雍正十三年（1735年）五月汝州归属河陝汝道。乾隆十三年（1748年）为分巡南汝道兼管水利事务，按察使司副使衔。咸丰八年（1858年），加兵备衔。宣统三年（1911年），称分巡南汝光等处地方兵备道兼管水利事务。北洋政府改为豫南道。